# The Elder Scrolls V: Skyrim
The Elder Scrolls V: Skyrim este un joc video de rol cu lume deschisă dezvoltat de Bethesda Game Studios și publicat de Bethesda Softworks. Lansat pe 11 noiembrie 2011, jocul reprezintă al cincilea titlu din seria The Elder Scrolls, fiind succesorul direct al jocului The Elder Scrolls IV: Oblivion. Skyrim a fost apreciat pentru povestea sa captivantă, lumea vastă și libertatea oferită jucătorului, devenind rapid un fenomen cultural și comercial.

## Premisă și Setare
Acțiunea din Skyrim se desfășoară în provincia fictivă Skyrim, parte a continentului Tamriel din lumea fantastică numită Nirn. Povestea principală urmează protagonistul, cunoscut sub numele de Dragonborn (Dovahkiin), un erou menit să salveze lumea de dragonul Alduin, care este prezis să distrugă lumea.

## Lumea Jocului
Skyrim este cunoscut pentru peisajele sale variate și detaliate, ce includ munți înzăpeziți, păduri dense, orașe medievale și ruine antice. Provincia este împărțită în nouă ținuturi (Holds), fiecare cu propriile caracteristici și capitală:
- Whiterun: Un ținut central, renumit pentru orașul său principal și pentru Dragonsreach, fortăreața regelui Jarl Balgruuf.
- Solitude: Capitala de facto a provinciei, cunoscută pentru arhitectura sa impresionantă și pentru curtea regală a Înaltului Rege.
- Windhelm: Orașul nordic condus de Jarl Ulfric Stormcloak, liderul rebelilor Stormcloaks.
- Riften: Un oraș situat lângă un lac, cunoscut pentru Thieves Guild și pentru corupția sa endemică.

## Povestea Principală
Jucătorul preia controlul Dragonborn-ului, un erou legendar cu abilitatea de a folosi Shouts (Thu'um), puteri magice derivate din limbajul dragonilor. Povestea principală îl urmărește pe protagonist în încercarea sa de a opri Alduin, dragonul apocaliptic, care se întoarce după o lungă perioadă de absență pentru a distruge lumea.

### Dragonborn și Thu'um
Dragonborn-ul are abilitatea unică de a absorbi sufletele dragonilor învinși, ceea ce îi permite să învețe și să folosească noi Shouts. Aceste Shouts sunt compuse din cuvinte antice de putere și oferă abilități variate, cum ar fi:
- Unrelenting Force (Fus Ro Dah): Un strigăt puternic care respinge inamicii.
- Whirlwind Sprint (Wuld Nah Kest): Permite jucătorului să se deplaseze rapid pe o distanță scurtă.
- Dragonrend (Joor Zah Frul): Forțează dragonii să aterizeze, făcându-i vulnerabili la atacuri.

## Factiuni și Misiuni Secundare
Skyrim oferă o multitudine de facțiuni la care jucătorul se poate alătura, fiecare cu propriile misiuni și povești.

### The Companions
O grupare de războinici de elită, similară cu ghildele de luptători din jocurile anterioare. Jucătorul poate urca în rangurile acestei facțiuni și poate descoperi secretele licantropiei.

### The Thieves Guild
O organizație secretă de hoți, bazată în Riften. Jucătorul poate realiza misiuni de furt și sabotaj pentru a ajuta ghilda să-și recapete gloria pierdută.

### The Dark Brotherhood
O societate de asasini, recunoscută pentru ritualurile sale macabre și misiunile de eliminare a unor ținte specificate. Jucătorul poate deveni membru prin îndeplinirea unui ritual de inițiere.

### The College of Winterhold
O instituție dedicată studiului magiei, situată în orașul Winterhold. Jucătorul poate învăța vrăji noi și poate explora secretele magiei prin intermediul acestei facțiuni.

## Mecanicile Jocului

### Sistem de Nivelare și Abilități
Skyrim utilizează un sistem de nivelare bazat pe utilizarea abilităților. Pe măsură ce jucătorul folosește anumite abilități (cum ar fi vrăjile, armele sau furtul), acestea cresc în nivel. Când o abilitate atinge un anumit prag, jucătorul câștigă un punct de avantaj (perk) pe care îl poate folosi pentru a debloca abilități speciale în cadrul unui arbore de competențe.
Skyrim se remarcă prin libertatea oferită jucătorilor în ceea ce privește personalizarea personajelor, explorarea lumii și alegerea modului de a aborda diferitele quest-uri. Mecanici cheie includ:
- Sistemul de abilități: Jucătorii își pot dezvolta personajele prin îmbunătățirea diverselor abilități (de exemplu, lupta cu săbii, magia, furtul).
- Shouts (Strigăte): Abilități speciale care se activează prin rostirea unor cuvinte în limba dragonilor, fiecare strigăt având un efect unic.
- Crafting (Fabricare): Sistem complex de creație și îmbunătățire a echipamentelor, inclusiv forjare, alchimie și vrăjitorie. Jucătorii pot crea și îmbunătăți arme și armuri folosind diverse materiale găsite sau cumpărate în lume. Alchimia permite crearea de poțiuni și otrăvuri, iar vrăjitoria permite înzestrarea obiectelor cu puteri magice.

### Interacțiunea cu NPC-uri
NPC-urile din Skyrim au rutine zilnice și reacționează la acțiunile jucătorului. Deciziile jucătorului pot influența relațiile cu aceste personaje și pot deschide sau închide anumite opțiuni de misiuni.

### Dragonii
Dragonii joacă un rol central în Skyrim, fiind atât inamici puternici cât și sursă de puteri pentru Dragonborn. Aceștia sunt capabili să zboare și să folosească strigăte magice.

## Moduri și Comunitatea de Jucători
Skyrim beneficiază de o comunitate activă de modding. Modurile create de jucători adaugă noi conținuturi, îmbunătățesc grafica, modifică mecanicile jocului și chiar creează povești și lumi complet noi. Platformele precum Nexus Mods și Steam Workshop sunt populare pentru distribuția și descărcarea acestor moduri.

## Expansiuni și Ediții
Bethesda a lansat trei expansiuni majore pentru Skyrim:
- Dawnguard: Concentrează-se pe un conflict între vampiri și vânătorii de vampiri, introducând noi locații și abilități.
- Hearthfire: Permite jucătorilor să construiască și să personalizeze case, precum și să adopte copii.
- Dragonborn: Deschide o nouă insulă, Solstheim, și introduce noi puteri și provocări, inclusiv întâlnirea cu primul Dragonborn.

### Versiuni și Reeditări
Succesul de durată al Skyrim a dus la lansarea mai multor versiuni și reeditări:
- Skyrim Special Edition: Lansată în 2016, această versiune include îmbunătățiri grafice și toate pachetele de expansiune.
- Skyrim VR: O versiune pentru realitatea virtuală, oferind o experiență imersivă.
- Skyrim Anniversary Edition: Lansată în 2021 pentru a celebra 10 ani de la lansarea originală, include noi funcționalități și conținut suplimentar.

## Recepție și Impact
Skyrim a fost aclamat de critici și jucători deopotrivă, fiind lăudat pentru libertatea de explorare, complexitatea lumii și povestea captivantă. Jocul a câștigat numeroase premii, inclusiv titlul de Jocul Anului la diverse ceremonii de premiere. Succesul său a dus la o influență durabilă asupra genului RPG și a jocurilor video în general, fiind un punct de referință pentru titlurile ulterioare.

## Moștenire
The Elder Scrolls V: Skyrim rămâne unul dintre cele mai influente și iubite jocuri din istoria industriei de gaming. Cu o lume vastă și detaliată, mecanici de joc complexe și o comunitate activă de jucători și modderi, Skyrim continuă să fie un titlu relevant și apreciat, la mulți ani după lansarea sa inițială.